# محوطه کوه رگ
محوطه کوه رگ در شهرستان سراوان، بخش جالق، دهستان جالق، ۵ کیلومتری شرق روستای چگرد واقع شده و این اثر در تاریخ ۲۸ اسفند ۱۳۸۵ با شمارهٔ ثبت ۱۸۹۵۰ به‌عنوان یکی از آثار ملی ایران به ثبت رسیده است.